# 2-Acetylpyridin
2-Acetylpyridin ist eine organische Verbindung aus der Gruppe der Pyridine.

## Darstellung
Die Verbindung kann über einen Halogen-Magnesiumaustausch von 2-Brompyridin mit iso-Propylmagnesiumchlorid und anschließender Reaktion mit Acetylchlorid in 15 %iger Ausbeute dargestellt werden.

## Eigenschaften
Der Brechungsindex beträgt nD20 = 1,521. Der Flammpunkt liegt bei 73 °C.

## Verwendung
Die Verbindung ist ein Aromastoff und kommt u. a. im Aroma von Weißbrot, Bier, Kakao oder gerösteten Erdnüssen vor. In diesen Lebensmitteln trägt die Verbindung zum Röstaroma bei. Die Geruchsschwelle liegt einer wässrigen Lösung liegt bei 19 µg·kg−1.